# Ibal
Ibal est une localité du Cameroun située dans la commune d'Elak-Oku, le département du Bui et la Région du Nord-Ouest. Elle fait partie du canton d'Oku rural.

## Population
Lors du recensement de 2005, on y a dénombré 2 155 personnes, dont 1 036 hommes et 1 119 femmes.

## Situation géographique
Ibal est situé au sud de la commune d'Elak-Oku, à près de 440 mètres d'altitude. Le village est entouré de terres agricoles.

## Infrastructures de base
Le village détient plusieurs infrastructures scolaires : une école primaire catholique, une école publique et un lycée bilingue.
Ibal est également doté d'un Centre de santé intégré.
Enfin, Ibal possède plusieurs bornes fontaines qui facilitent le ravitaillement des populations en eau potable.